# Nachrodt-Wiblingwerde

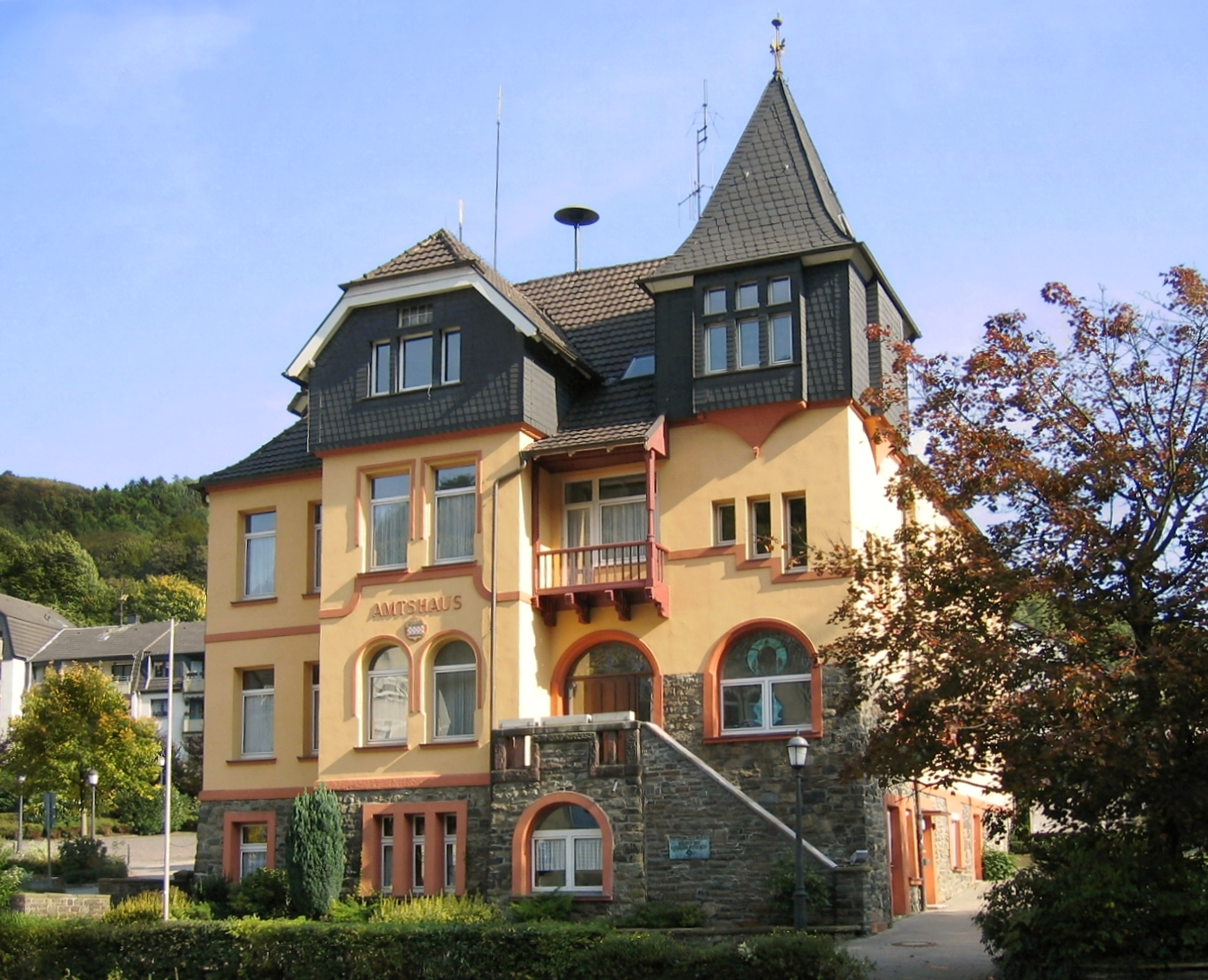
Gamla rådhuset

Nachrodt-Wiblingwerde är en stad i Märkischer Kreis i Regierungsbezirk Arnsberg i förbundslandet Nordrhein-Westfalen i Tyskland.